# Anna van der Breggen
Anna van der Breggen (* 18. April 1990 in Zwolle) ist eine niederländische Radrennfahrerin. Sie ist Olympiasiegerin und wurde drei Mal Weltmeisterin. Sie ist eine der erfolgreichsten Straßenradsportlerinnen in den 2010er Jahren und Anfang der 2020er Jahre.

## Werdegang
Im Alter von sieben Jahren begann Anna van der Breggen mit dem Radsport, gemeinsam mit ihren drei Brüdern. Sie machte eine Ausbildung zur Krankenschwester. 2012 wurde sie U23-Europameisterin im Straßenrennen und gewann die Tour de Bretagne Féminin. Zwei Jahre später gewann sie die Gesamtwertungen des Grand Prix Elsy Jacobs und der Tour of Norway. 2015 war ihr bis dahin erfolgreichstes Jahr mit mehreren Siegen bei UCI-Rennen, darunter dem Giro d’Italia Femminile, dem Omloop Het Nieuwsblad, der Flèche Wallonne, La Course by Le Tour de France, sowie ein zweites Mal den Grand Prix Elsy Jacobs. Zudem wurde sie niederländische Meisterin im Straßenrennen.

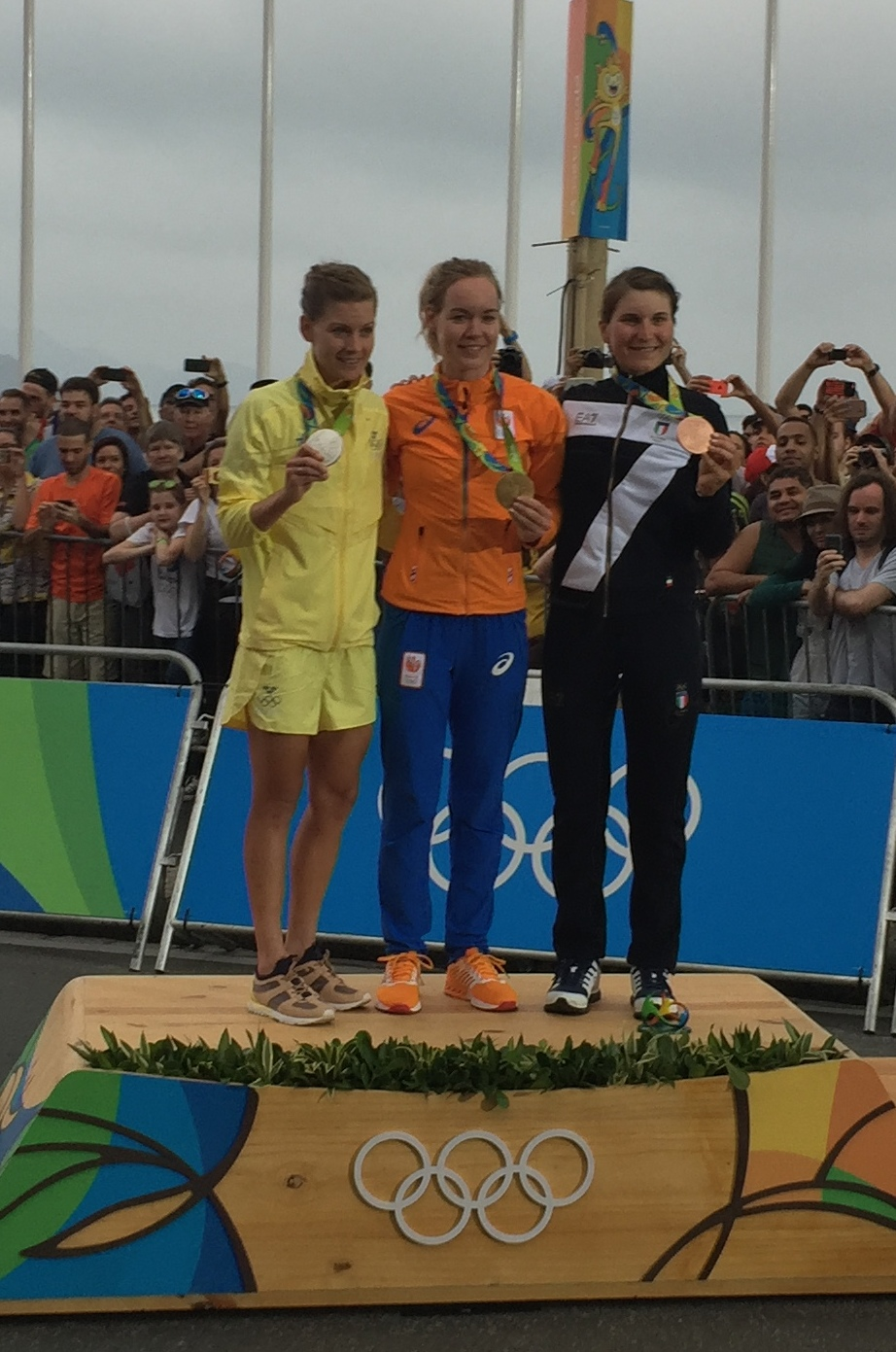
Van der Breggen gewann Gold im Straßenrennen bei den Olympischen Spielen 2016 in Rio

Den größten Erfolg ihrer Karriere feierte van der Breggen am 7. August 2016 bei den Olympischen Spielen in Rio de Janeiro mit dem Sieg im Straßenrennen über 140 Kilometer, nachdem sie Emma Johansson und Elisa Longo Borghini im Zielsprint schlagen konnte. Im Einzelzeitfahren gewann sie außerdem mit einem Rückstand von elf Sekunden auf Kristin Armstrong Bronze. Im selben Jahr wurde sie auch Straßen-Europameisterin und Vize-Europameisterin im Einzelzeitfahren und konnte ihren Vorjahressieg beim Flèche Wallonne wiederholen.
Zur Saison 2017 wechselte sie nach drei Jahren mit Rabo-Liv zum Boels Dolmans Cyclingteam. Sie gewann das Amstel Gold Race, das nach 14-jähriger Pause auch wieder für Frauen ausgetragen wurde, und wenige Tage später zum dritten Mal in Folge die La Flèche Wallonne Féminine. Am Wochenende darauf entschied sie auch die erste Austragung der Frauen des Klassikers Lüttich–Bastogne–Lüttich für sich. Innerhalb einer Woche gelang ihr so das Ardennen-Triple. Im weiteren Verlauf der Saison gewann sie beim Giro d’Italia Femminile zum zweiten Mal die Gesamtwertung und gewann bei den Europameisterschaften Bronze im Einzelzeitfahren. Zum Abschluss der Saison wurde sie Vize-Weltmeisterin im Einzelzeitfahren und wurde schließlich die Gewinnerin der UCI Women’s WorldTour 2017.

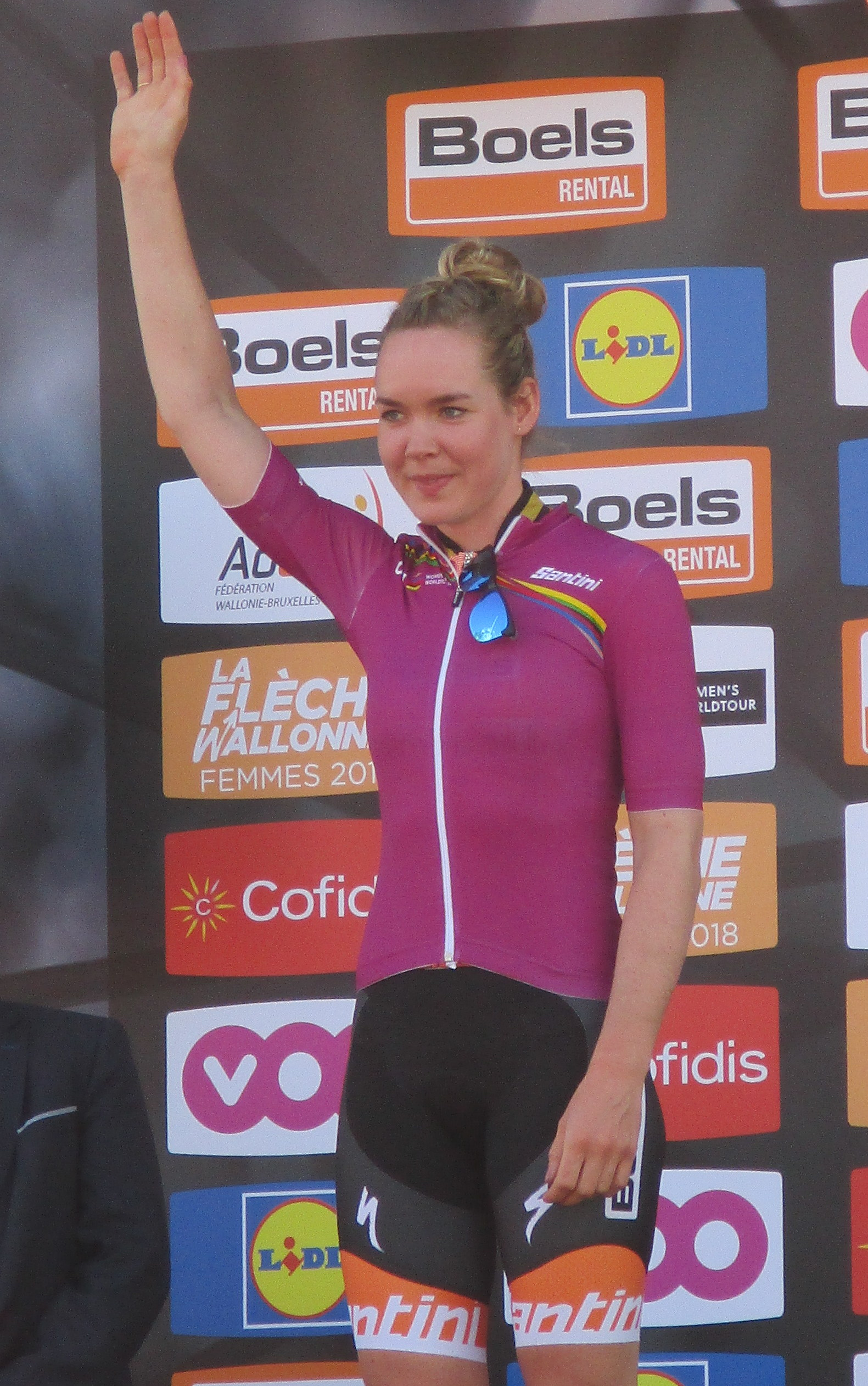
Auf dem Podium beim Flèche Wallonne 2018

Zum Auftakt der Saison 2018 gewann sie das italienische WorldTour-Eintagesrennen Strade Bianche unter widrigen Wetterbedingungen, nach einer Attacke auf dem vorletzten Schotterabschnitt, 17 Kilometer vom Ziel entfernt. Drei Wochen später gewann sie die Flandern-Rundfahrt durch eine Soloattacke 27 Kilometer vor dem Ziel. Sie siegte erneut bei Lüttich–Bastogne–Lüttich, indem sie Amanda Spratt auf der letzten Steigung zum Ziel distanzierte.
Van der Breggen startete aufgrund mangelnder Motivation anschließend nicht beim Giro d’Italia Femminilie, den sie bereits zweimal gewonnen hatte, und bestritt stattdessen zum ersten Mal einen Mountainbike-Weltcup in Val di Sole, betonte aber, dass ihr Fokus immer noch beim Straßenradsport liegt.
Wenige Wochen später wurde sie bei La Course by Le Tour de France Zweite, nachdem sie von ihrer Landsfrau Annemiek van Vleuten knapp vor der Ziellinie überholt wurde. Bei den Europameisterschaften in Glasgow konnte sie sich im Straßenrennen 21 Kilometer vor dem Ziel mit einer kleinen Fluchtgruppe absetzen, wurde jedoch einen Kilometer vor dem Ziel wieder vom Hauptfeld eingeholt, im Einzelzeitfahren errang sie die Silbermedaille mit zwei Sekunden Rückstand auf die Siegerin, Ellen van Dijk.

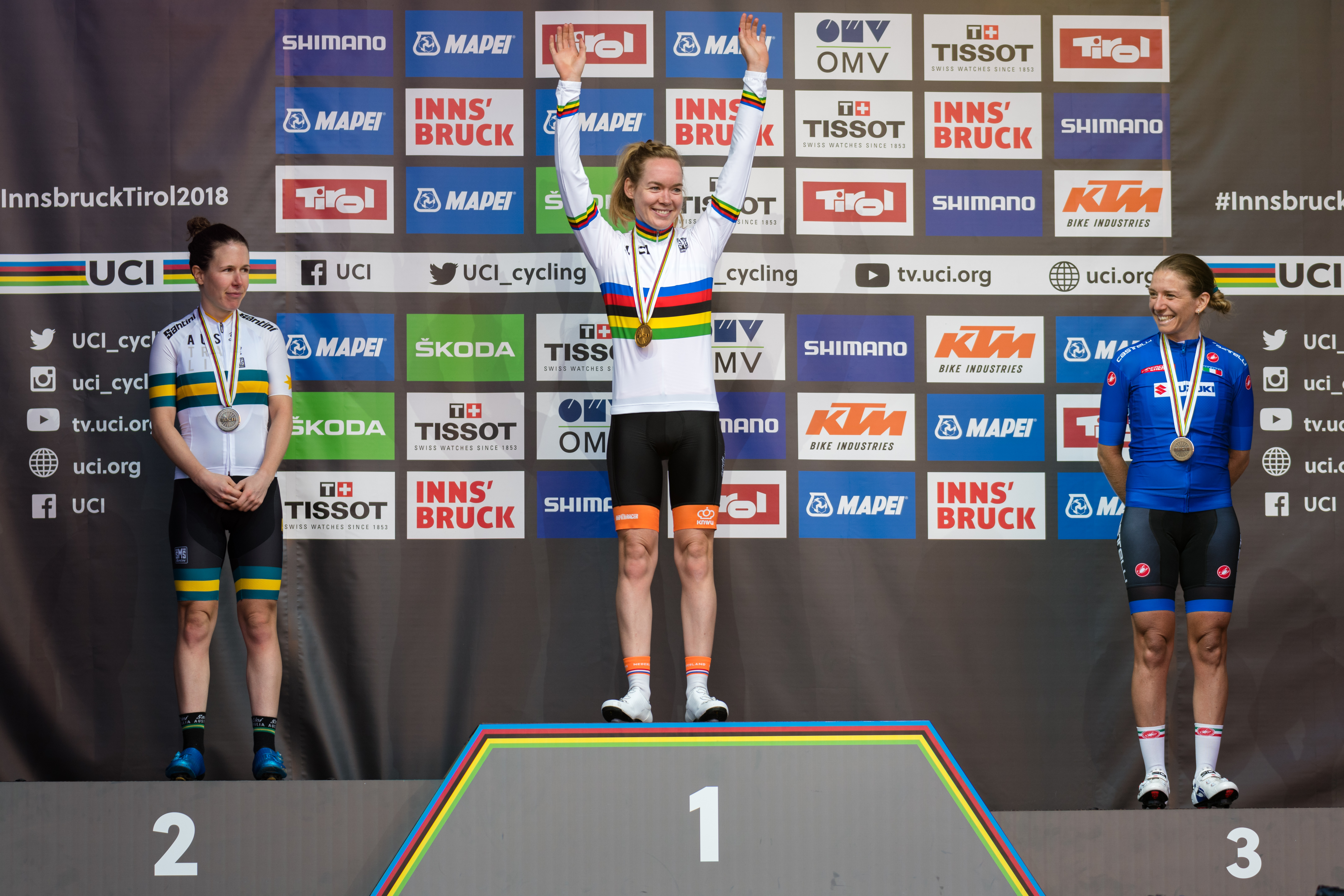
Van der Breggen auf dem Siegerpodest bei den UCI-Straßen-Weltmeisterschaften 2018

Bei den Weltmeisterschaften 2018 in Innsbruck errang sie im Einzelzeitfahren mit 29 Sekunden Rückstand auf Titelverteidigerin van Vleuten erneut die Silbermedaille. Vier Tage später jedoch attackierte sie im Straßenrennen rund 42 Kilometer vor dem Ziel nach einer Tempoverschärfung von Annemiek van Vleuten, schloss zur führenden Gruppe auf und distanzierte kurz darauf ihre einzige aus der vormaligen Spitzengruppe übriggebliebene Begleiterin, Amanda Spratt. Sie fuhr die verbliebenen 39 Kilometer allein an der Spitze und kam mit einem Vorsprung von 3:42 Minuten vor der Australierin ins Ziel. Bei den Weltmeisterschaften im Jahr darauf wurde sie zweifache Vize-Weltmeisterin im Einzelzeitfahren und im Straßenrennen. Im Laufe der Saison gewann sie unter anderem die Flèche Wallonne, die Kalifornien-Rundfahrt, eine Etappe des Giro d’Italia Femminile und den Grand Prix de Plouay-Bretagne. Zu Anfang der Saison 2020 siegte sie bei der Setmana Ciclista Valenciana.
2020 errang Anna van der Breggen drei Titel: Sie wurde Europameisterin im Einzelzeitfahren sowie
Weltmeisterin im Einzelzeitfahren und im Straßenrennen; sie gewann den Giro d’Italia Femminile und die La Flèche Wallonne Féminine. Sie beendete das Jahr als Führende der UCI-Weltrangliste. Das Jahr darauf begann sie mit einem Sieg beim Omloop Het Nieuwsblad und beim Omloop Het Nieuwsblad. Sie gewann weitere Rennen, darunter die Vuelta a Burgos Feminas und den Giro d’Italia Donne, und sie wurde niederländische Zeitfahrmeisterin. Im Straßenrennen der Straßenweltmeisterschaften belegte sie Rang 89, da sie eine Helferrolle in der Mannschaft übernommen hatte; ihren Zeitfahrtitel aus dem Vorjahr verteidigte sie nicht. Zum Ende der Saison beendete sie ihre aktive Radsportlaufbahn.
Im Herbst 2021 kündigte Anna van der Breggen ihren Rücktritt vom aktiven Radsport an. 2022 wurde sie Sportliche Leiterin ihres bisherigen Teams SD Worx. Nach zwei Jahren als Sportliche Leiterin kehrte sie zur Saison 2025 für das gleiche Team in den Aktiven Radsport zurück und belegt bei ihrem ersten Rennen, der ersten Etappe der Setmana Ciclista Valenciana, den dritten Platz.

## Erfolge
2012
- Gesamtwertung und drei Etappen Tour de Bretagne Féminin
- eine Etappe Circuit de la Haute-Vienne
- U23-Europameisterschaft – Einzelzeitfahren

2014
- Dwars door de Westhoek
- Gesamtwertung und eine Etappe Grand Prix Elsy Jacobs
- Gesamtwertung und eine Etappe Tour of Norway
- eine Etappe und Mannschaftszeitfahren Lotto Belisol Belgium Tour

2015
- Gesamtwertung und eine Etappe Giro d’Italia Femminile
- Omloop Het Nieuwsblad
- La Flèche Wallonne
- Gesamtwertung und eine Etappe Grand Prix Elsy Jacobs
- Niederländische Meisterin – Einzelzeitfahren
- zwei Etappen Energiewacht Tour
- La Course by Le Tour de France
- Open de Suède Vårgårda – Mannschaftszeitfahren
- eine Etappe Lotto Belgium Tour

2016
- Olympische Spiele – Straßenrennen
- Europameisterin – Straßenrennen
- Europameisterschaft – Einzelzeitfahren
- La Flèche Wallonne Féminine

2017
- Amstel Gold Race
- La Flèche Wallonne
- Liège–Bastogne–Liège
- Mannschaftszeitfahren Healthy Ageing Tour
- Gesamtwertung und Mannschaftszeitfahren Giro d’Italia Femminile
- Europameisterschaft – Einzelzeitfahren
- Open de Suède Vårgårda – Mannschaftszeitfahren
- Weltmeisterschaft – Mannschaftszeitfahren
- Weltmeisterschaft – Einzelzeitfahren
- Gesamtwertung – UCI Women’s WorldTour

2018
- Strade Bianche
- eine Etappe und Mannschaftszeitfahren Healthy Ageing Tour
- La Flèche Wallonne
- Liège–Bastogne–Liège
- Durango–Durango Emakumeen Saria
- Punktewertung Emakumeen Bira
- Europameisterschaft – Einzelzeitfahren
- Open de Suède Vårgårda – Mannschaftszeitfahren
- Weltmeisterschaft – Mannschaftszeitfahren
- Weltmeisterschaft – Einzelzeitfahren
- Weltmeisterschaft – Straßenrennen

2019
- La Flèche Wallonne Féminine
- Gesamtwertung, eine Etappe und Punktewertung Kalifornien-Rundfahrt
- eine Etappe Giro d’Italia Femminile
- Grand Prix de Plouay-Bretagne
- Weltmeisterschaft – Straßenrennen, Einzelzeitfahren
- Gesamtwertung, Prolog und 6 Etappen Cape Epic (zusammen mit Annika Langvad)

2020
- Gesamtwertung und eine Etappe Setmana Ciclista Valenciana
- Niederländische Meisterin – Straßenrennen
- Europameisterin – Einzelzeitfahren
- Gesamtwertung Giro d’Italia Femminile
- Weltmeisterin – Einzelzeitfahren
- Weltmeisterin – Straßenrennen
- La Flèche Wallonne

2021
- Omloop Het Nieuwsblad
- La Flèche Wallonne
- Gran Premio Ciudad de Eibar
- Durango–Durango Emakumeen Saria
- Gesamtwertung und eine Etappe Vuelta a Burgos Feminas
- Niederländische Meisterin – Einzelzeitfahren
- Gesamtwertung,  Punktewertung und zwei Etappen Giro d’Italia Donne

2025
- eine Etappe und  Kämpferischste Fahrerin Vuelta Femenina

## Straßenweltmeisterschafts-Platzierungen
| Weltmeisterschaft        | 2012 | 2013 | 2014 | 2015 | 2016 | 2017 | 2018 | 2019 | 2020 | 2021 | 2022 | 2023 | 2024 | 2025 |
| ------------------------ | ---- | ---- | ---- | ---- | ---- | ---- | ---- | ---- | ---- | ---- | ---- | ---- | ---- | ---- |
| StraßenrennenStraße      | 5    | 4    | –    | 2    | 87   | 8    | 1    | 2    | 1    | 89   | –    | –    | –    |      |
| EinzelzeitfahrenEZF      | 11   | 9    | –    | 2    | 13   | 2    | 2    | 2    | 1    | –    | –    | –    | –    |      |
| MannschaftszeitfahrenMZF | –    | –    | –    | 3    | 8    | 2    | 2    | –    | –    | –    | –    | –    | –    |      |